# Folketinget
Folketing, duń. Folketinget – duński parlament. W latach 1849–1953 Folketinget był izbą niższą duńskiego parlamentu. Od 1953, po zmianach w konstytucji, parlament jest jednoizbowy.
W parlamencie zasiada 179 członków (w tym po dwóch z Wysp Owczych i z Grenlandii) wybieranych w 17 okręgach co cztery lata.
Siedzibą Folketingu jest dawny zamek królewski Christiansborg w Kopenhadze.